# Міськсад (Маріуполь)
Маріупольський міський сад (офіційно — Дитячий центральний парк культури і відпочинку) — парк у місті Маріуполі розташований у Центральному районі міста між проспектом Металургів, вулицею Семенишина і схилами Слобідки. Заснований у 1863 році.
Парк є одним з найулюбленіших місць відпочинку маріупольців. Сюди постійно для фотографування приїжджають пари, які щойно побралися.

## З історії
Міський сад був закладений маріупольцями в 1863 році в гирлі Клинової балки, на високому пагорбі в зв'язку з тим, що тут уздовж вулиці Малої Свободи росли фруктові дерева. Парк пройшов у своєму розвитку два основних етапи. Перший із них був періодом деревонасадження, другий привів до створення великого пейзажного парку. У 1889 році на прохання міської думи відомий маріупольський садівник і громадський діяч  Псалті Георгій Григорович піддав сад повному і радикальному переплануванню. Новий парк включив, як самостійні частини, старі насадження зі значними змінами первісного планування. З улаштуванням у 1910 році водопровідної системи в парку з'явився фонтан. Міський сад відкритий, як повідомляли тоді розклеєні на вулицях оголошення, «для відпочинку і всіляких розваг поважної публіки Маріуполя».
У різні часи у саду бували Архип Куїнджі і Костянтин Богаєвський, Олександр Серафимович та Олексій Новиков-Прибой. Великий Князь Костянтин Миколайович, син імператора Миколи I, у 1872 році відвідав Маріуполь і власноручно посадив два дерева в міському саду.

## Рослинність
В саду у значній кількості представлені понад 17 порід дерев. Це липа, дуб, каштан, клен, береза, японська сафора, верба, шовковиця, горіх, гледичія, тополя, акація та інші. Вік деяких з них перевищує сто і більше років. Є кілька видів декоративного чагарнику: жовта акація, барбарис, глід, бузок, спірея, форзиція, дейція. На схилах гори росте дикий чагарник — дереза.

## Пам'ятники

Братська могила радянських воїнів

У міському саду знаходиться братська могила радянських воїнів М. М. Голубенка, Д. М. Молонова, Ю. І. Богдана у вигляді пам'ятника з чорного лабрадориту у формі стели з двох частин, що спираються на основу із залізобетону. На першій частині стели, що має форму трикутника, напис: «Молоні Давид Нестерович, зав. воєнним відділом Маріупольського міськкому КП(б)У, 1904–1941 рр.. Голубенко Микола Миколайович, міськвоєнком, 1900–1941 рр.. Богдан Юрій Ілліч, моряк-десантник, 1915–1943 рр..». На другій частині стели: «Вічна слава полеглим у боротьбі з німецьким фашизмом». Над могилою 5 листопада 1945 року був встановлений обеліск, замінений у 1967 році стелою художника Г. Пришедька. Рішенням виконкому Донецької облдержадміністрації від 17 грудня 1969 року № 724 даний пам'ятник було взято на державний облік із присвоєнням охоронного № 324.

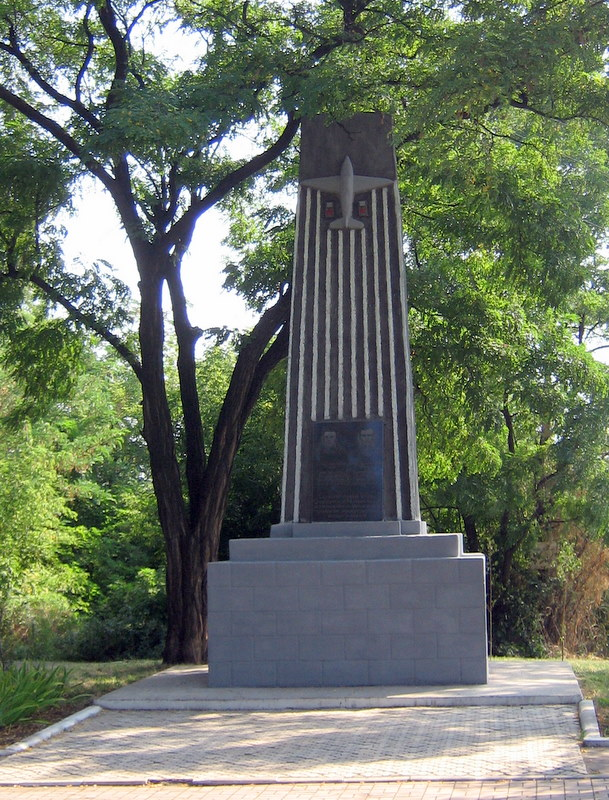
Пам'ятник героям-льотчикам

Неподалік також знаходиться братська могила Героїв Радянського Союзу В. Г. Семенишина і М. Ю. Лавицького у вигляді прямокутного обеліска, який спирається на основу у формі куба. На постаменті меморіальна дошка з написом «Семенишин Володимир Григорович, 1910–1943 рр.. Лавицький Микола Юхимович, 1919–1944 рр.. тут поховані льотчики 9-ї гвардійської Маріупольської винищувальної авіадивізії, що загинули при виконанні бойових завдань». Відкриття пам'ятника на могилі у Міському саду відбулося 5 травня 1948 року. Рішенням виконкому Донецької облдержадміністрації від 17 грудня 1969 року № 724 даний пам'ятник було взято на державний облік із присвоєнням охоронного № 323.

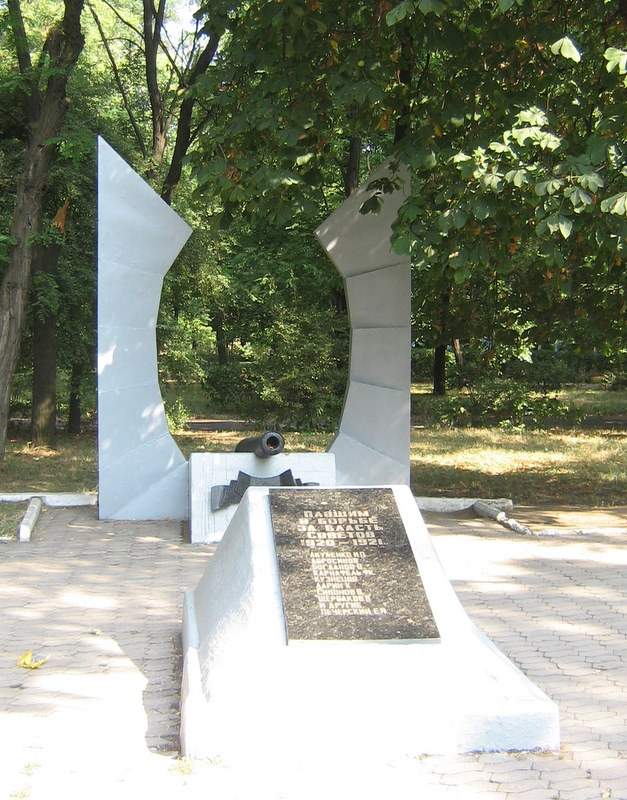
Могила червоноармійців

У парку культури і відпочинку «Міський сад» знаходиться пам'ятник у вигляді похилого надгробка плити з написом: «Полеглим у боротьбі за владу Рад 1920–1921 рр..» і перераховані прізвища загиблих. Ззаду надгробку на постаменті — ствол старовинної гармати першої половини 19 століття. Це братська могила моряків і червоноармійців, які загинули в боях із врангелівцями при завоюванні Маріуполя. Пам'ятник було встановлено 4 листопада 1936 року. Рішенням виконкому Донецької облдержадміністрації від 17 рудня 1969 року № 724 даний пам'ятник було взято на державний облік із присвоєнням охоронного № 319.
Центральна алея парку прикрашена погруддями російських і радянських науковців, поетів, письменників: Максима Горького, Володимира Маяковського, Климента Тімірязєва, Миколи Чернишевського, Олександра Попова, Михайла Ломоносова, Олександра Пушкіна, Івана Павлова, Івана Мічуріна, Віссаріона Бєлінського, Льва Толстого, Дмитра Менделєєва.

## Об'єкти
На території Міського саду розташовані літня естрада, міський Центр дитячої та юнацької творчості, палац спорту «Спартак», дитячий майданчик, дитяча залізниця, кафе тощо.